# John Waight
John Waight (* 2. November 1945) ist ein ehemaliger belizischer Sportschütze.
Er trat in den Olympischen Sommerspielen 1976 in Montreal an. Im Wettkampf Freie Pistole 50 m kam er auf Rang 47.